# Alajos Károlyi
Alajos Károlyi von Nagy-Korolyi, detto anche von Nagykároly (Vienna, 8 agosto 1825 – Palárikovo, 20 dicembre 1889), è stato un diplomatico e nobile austriaco.

## Biografia
Figlio del conte Lajos Károlyi, entrò nella carriera diplomatica nel ministero degli esteri austriaco all'età di 19 anni. Nel 1845 venne nominato addetto all'ambasciata di Berlino, venendo poi trasferito a quella di San Pietroburgo, a quella di Hannover, a quella di Berna ed infine a quella di Roma dove collaborò a fianco del conte e connazionale Móric Esterházy. Nel 1851 venne assegnato all'ambasciata di Atene ma si ritirò l'anno successivo dal servizio civile dopo la morte del fratello László.
Nel 1853 ritornò in servizio e venne nuovamente inviato all'ambasciata di Londra, rimanendovi come segretario sino al 1858; l'anno successivo venne nominato ambasciatore imperiale in Danimarca e poi a San Pietroburgo con lo scopo di stringere un'alleanza con l'Impero russo per salvaguardare l'integrità dell'Impero austriaco, in particolare dopo le minacce dell'alleanza franco-sarda nell'Italia settentrionale. Malgrado i suoi sforzi l'alleanza non venne conclusa, e poco dopo scoppiò la seconda guerra d'indipendenza italiana che ebbe conseguenze devastanti per l'Impero austriaco.
Dopo la guerra, prese parte alla conferenza di Zurigo nell'ottobre di quello stesso anno come commissario per conto dell'Austria. A dicembre venne inviato a Berlino come ambasciatore, rimanendovi sino al 13 marzo 1866 quando i rapporti diplomatici tra Austria e Prussia vennero interrotti dall'imminente guerra. Il 16 luglio gli venne comunque chiesto di recarsi a parlare coi prussiani per concludere una pace preliminare al trattato di Praga.
Si ritirò quindi a vita privata nelle sue proprietà in Ungheria. Dopo la morte di suo padre, infatti, Alajos Károlyi aveva rilevato una vasta tenuta da 700 km². Nel 1867 sposò la contessa Fanni Erdődy, dalla quale nacquero un figlio e tre figlie.
Nel 1871 venne richiamato a ricoprire la carica di ambasciatore imperiale a Berlino e fu quindi il primo ambasciatore austriaco nella Germania unita. L'imperatore Guglielmo I di Germania lo accolse come un vecchio amico e lo stesso principe ereditario Federico lo onorò della sua personale amicizia. Nel 1878, assieme al conte Gyula Andrássy, partecipò al congresso di Berlino. Nel dicembre di quell'anno assunse la carica di ambasciatore imperiale a Londra.
Morì a Palárikovo (nell'odierna Slovacchia) nel 1889.